# Strehla

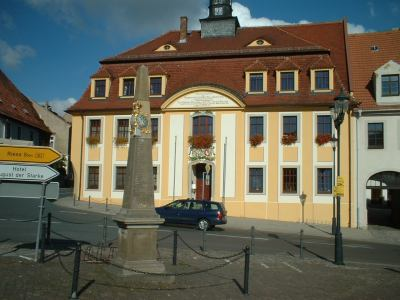
Gemeentehuis

Strehla is een middeleeuws stadje en gemeente in de Duitse deelstaat Saksen, gelegen in de Landkreis Meißen. Het stadje telt 3.688 inwoners.
Coswig ·
Diera-Zehren ·
Ebersbach ·
Glaubitz ·
Gröditz ·
Großenhain ·
Hirschstein ·
Käbschütztal ·
Klipphausen ·
Lampertswalde ·
Lommatzsch ·
Meißen ·
Moritzburg ·
Niederau ·
Nossen ·
Nünchritz ·
Priestewitz ·
Radebeul ·
Radeburg ·
Riesa ·
Röderaue ·
Schönfeld ·
Stauchitz ·
Strehla ·
Thiendorf ·
Weinböhla ·
Weißig a. Raschütz ·
Wülknitz ·
Zeithain